# کمیته یهودیان آمریکا

نشان‌واره و سایت رسمی کمیته یهودیان آمریکا

کمیته یهودیان آمریکا (به انگلیسی: (American Jewish Committee (AJC) در سال۱۹۰۶ (۱۲۸۵) تأسیس گردید. این سازمان هدف خود را ایجاد اتحاد در میان یهودیان آمریکا برای دفاع از حقوق یهودیان در آمریکا و جهان اعلام داشته‌است. این سازمان یکی از قدیمی‌ترین ارگانهای یهودیان آمریکا به شمار می‌رود. نیویورک تایمز این سازمان را «پیش کسوت سازمانهای یهودی آمریکا» ارزیابی می‌کند.
دیوید هریس رئیس و کنت بندلر سخنگوی این کمیته هستند.
بان کی‌مون دبیر کل سازمان ملل در پیامی ویدئویی به مناسبت نشست سالانه این کمیته در سال۲۰۰۷ تعهد خود برای امنیت اسرائیل و ارائه راه حل‌های منصفانه در سازمان ملل را ابراز داشت.
کارشناس این سازمان در سال ۲۰۰۸ از روابط رو به گسترش ایران و ونزوئلا ابراز نگرانی کرده و آن را تهدیدی برای امنیت آمریکا دانست.